# Цехновіцер Марко Мойсейович
Марко Мойсе́йович Цехнові́цер (1890—1945) — мікробіолог родом з м. Старий Оскіл на Курщині, дійсний член Академії медичних наук СССР (з 1944).

## Біографія
Народився в сім'ї лікаря. У 1913 році закінчив природничий факультет Харківського університету та вступив на його медичний факультет. який закінчив у 1915 році.
Ще в роки студентства почав працювати бактериологом в Українському бактеріологічному інституті ім. І. І. Мечникова. Одночасно з цим з 1918 р почав працювати асистентом професора С. В. Коршуна на кафедрі гігієни Першого Харківського медінституту.
Захистив кандидатську дисертацію на тему про імунітет (під керівництвом проф. Н. Ф. Білоусова).
У 1924 р. захистив докторську дисертацію на тему «Проблема парціальних антигенів за Дейке-Муха».
У 1925 році був обраний доцентом медичного факультету Харківського університету, а в 1930 р. — професором кафедри бактеріології і епідеміології Харківського інституту удосконалення лікарів.
У 1925—1930 рр. працював за кордоном в бактеріологічних інститутах Парижа, Берліна, Відня, Рима, Генуї, Неаполя, Копенгагена тощо.
У 1935 р. був обраний професором кафедри мікробіології Першого Харківського медичного інституту, завідував одночасно цією кафедрою і кафедрою мікробіології в Інституті удосконалення лікарів.
З початком німецько-радянської війни евакуйований до Сталінграду разом з Українським бактеріологічним інститутом ім. І. І. Мечникова.
У 1942 р. перевівся до Москви для роботи в Центральному державному науково-контрольному інституті ім. Л. А. Тарасевича. У роки війни працював над питаннями ранових і особливо небезпечних інфекцій.
Нагороджений орденом Леніна і удостоєний звання Заслуженого діяча науки і техніки УРСР.
Обставини смерті невідомі.

## Наукова діяльність
Автор 75 наукових праць, головним чином у галузі мікробіології та імунології туберкульозу, дитячих хвороб, а також алерґії, хіміотерапії тощо.
Був організатором першого в СРСР виробництва туберкуліну.
Разом з Борисом Яхнисом вивчав профілактичну вакцинацію «БЦЖ», був одним із піонерів її застосування в СРСР і організатором виробництва цієї вакцини в УРСР. Був доповідачем із питань туберкульозу в Гігієнічній комісії Ліги націй (1927 г.).
Очолюючи кафедри мікробіології в Інституті удосконалення лікарів і в 1-му Харківському медичному інституті впродовж багатьох років, підготував велику кількість лікарів-мікробіологів, епідеміологів, бактеріологів.